# 俄羅斯的季米特里·羅曼諾維奇王子
季米特里·羅曼諾維奇（俄语：Дмитрий Романович；1926年5月17日—2016年12月31日），是前俄羅斯皇室的成員，也是一名銀行家、慈善家和作家。他和玛利亚·弗拉基米洛夫娜同時是聲稱擁有俄羅斯沙皇皇位的皇位請求者，被共同尊为季米特里五世和玛利亚一世。季米特里於2016年去世。他死後，羅曼諾夫王朝尼古拉（沙皇尼古拉一世之子）一系絕嗣。